# Kim So-hee
Kim So-hee (n. 16 septembrie 1976, Daegu, Coreea de Sud) este o sportivă ce a reprezentat Coreea de Sud, medaliată olimpică. A participat la 2 ediții ale Jocurilor Olimpice (1992, 1994) în care a câștigat o medalie de aur și o medalie de bronz.